# Simon Dubnov
Simon Markovitj Dubnov, född 10 september 1860 i Mstsislaŭ, död 8 december 1941 i Riga, var en rysk-judisk historiker.
Dubnov utgav på ryska flera bidrag till judarnas historia, särskilt i Östeuropa, samt en brett anlagd allmän judisk historia i tio band, översatt bland annat till tyska Weltgeschichte des jüdischen Volkes (1920 ff.). Verket, som var ett av de största i sitt slag, utmärkte sig för grundlighet, stora vyer och en ny originell periodindelning och en utpräglat nationalistisk uppfattning. Dubnov uppfattade judendomen inte som ett trossamfund utan som en nationell grupp. En översikt av hans verk översattes till svenska under titeln Judarna 1920.
Simon Dubnov mördades av nazisterna i Rumbula den 8 december 1941.